# Motoki Sakai
Motoki Sakai (Isehara, Kanagawa, Japan, 10. studenoga 1995.) je japanski rukometaš. Nastupa za reprezentaciju Japana.
Bio u užem krugu reprezentativaca za Danskoj i Njemačkoj 2019., a zamijenio ga je Ryosuke Sasaki.
Natjecao se na olimpijskim igrama u Tokiju 2021.